# Лозан Панов
Лозан Йорданов Панов е български съдия, председател на Върховния касационен съд (мандат 2015 – 2022 година).

## Биография
Роден е на 28 март 1971 г. в София. През 1995 г. завършва право в Софийския университет „Св. Климент Охридски“. В периода 1995 – 1996 г. е стажант-съдия в Софийския окръжен съд. От 1996 до 1998 г. е главен юрисконсулт в „Застрахователен надзор“ на Министерство на финансите. От 1998 до 1999 г. Панов е младши съдия в Софийски градски съд. В периода 1999 – 2003 г. е съдия в Софийски районен съд в наказателна колегия. През 2003 г. Лозан Панов е съдебен практикант в Областен съд по наказателни дела във Виена, в Районен съд на Виена-център и в Областен съд по граждански дела – Виена. От 2004 до 2006 г. е съдия в Административно отделение на Софийски градски съд. През 2007 г. е съдия в Административен съд в София. От 2007 г. е председател в Административен съд в София, избран с решение на Висшия съдебен съвет от 20 декември 2006 г. На 29 януари 2015 г. Панов е избран за председател на Върховния касационен съд. На 3 февруари 2015 г. президентът Росен Плевнелиев издава указ за назначаването му за председател на Върховния касационен съд.
Лозан Панов е кандидат за президент на България на изборите през 2021 година. Класира се 5-и с 3,68%.
След като мандатът му като председател на Върховния касационен съд изтича, на 10 февруари 2022 г. е наследен на този пост от Галина Захарова. На 9 февруари Панов е преназначен на длъжността съдия във Върховния административен съд.